# Барда, Жан-Пьер
Жан-Пьер Барда (фр. Michel Jean-Pierre Barda; род. 7 марта 1965, Париж, Франция) — шведский певец, композитор, актер, стилист и визажист. Наиболее известен как солист и фронтмен поп-группы Army of Lovers.

## Биография
Родился в семье алжирского этнического еврея и француженки в Париже. Будучи ребёнком, переехал с родителями в Швецию. По окончании средней школы начал работать на телевидении и в театре, окончил курсы визажистского и парикмахерского искусств. В 1983 году начал вести собственную программу на одном из шведских телеканалов.
Дебют Жан-Пьера как исполнителя состоялся в 1984 году, когда он исполнил антивоенную песню «Today I Killed A Man I Didn’t Know», популярную в Швеции и Израиле.
В 1986 году в составе шоу-группы актёров травести Барда отправился в Грецию, взяв сценическое имя Farouk (Фарук). Во второй половине 1980-х годов он познакомился с Александром Бардом и примкнул к созданной им музыкальной группе Barbie. В составе Barbie Барда по-прежнему был известен как Farouk, однако после того, как коллектив сменил название на Army of Lovers и приобрёл популярность, он начал выступать под своим настоящим именем.
Жан-Пьер Барда, как и Бард, состоял в Army of Lovers на протяжении всего существования группы. В коллективе менялись только солистки. С 2012 года является участником возрожденной группы Army of Lovers.
После распада Army of Lovers Барда играл в театральных постановках, периодически появлялся в телевизионных ситкомах и телешоу, работал в косметической компании «Elizabet Arden» и парикмахерском салоне «The NK-hair saloon», возглавил парикмахерский салон «by Barda».
В 2000 году в шведском отборочном туре на конкурс песни Евровидение группа Balsam Boys исполнила песню «Bara du och Jag» (рус. Только ты и я), написанную Жан-Пьером Барда, однако она заняла лишь седьмое место.
В 2015 году Барда переехал на ПМЖ в Израиль.